# Hermocrate
Pour les articles homonymes, voir Hermocrate (homonymie).
Hermocrate, ou Hermocratès, en grec ancien : Ἑρμοκράτης, était un stratège syracusain du Ve siècle av. J.-C., fils d’Hermon. Il est l'un des principaux généraux syracusains de son époque et l’ennemi le plus acharné de l’ambition athénienne : il fut un acteur prépondérant dans le fiasco de l'expédition de Sicile, prélude à la chute d'Athènes lors de la guerre du Péloponnèse. Son rôle et sa carrière politique nous sont bien connus grâce aux historiens grecs Xénophon, Thucydide, Diodore de Sicile et Polybe mais aussi Plutarque, qui parlent longuement de lui et rapportent ses discours et ses victoires. Platon a fait d’Hermocrate un des personnages du Timée et du Critias.

## L’homme politique et le stratège
Thucydide présente Hermocrate comme un dirigeant politique profondément habile, un bon orateur et un excellent stratège. Il rapporte le discours qu’il tint en 424, à la fin de la guerre qui opposa les cités de Lentini et Syracuse ainsi que leurs alliés respectifs ; au congrès de Gela, devant les représentants des cités de Sicile, Hermocrate prêche l’union sur le thème de « la Sicile aux Siciliotes », en dénonçant la volonté d’ingérence d’Athènes : le discours d’Hermocrate est une manœuvre habile pour écarter les Athéniens dont les troupes stationnaient en Sicile ; et en effet, les Athéniens rentrèrent chez eux. 

En 415 av. J.-C., devant la menace imminente de l’expédition athénienne de Sicile, il galvanise l’esprit de résistance des Syracusains et leur conseille de se porter au-devant de l’agresseur et de lui livrer bataille. En 414, envoyé en ambassade à Camarina, il met cette cité en garde contre les visées hégémoniques d’Athènes sous couvert d’une offre d’alliance. 
 
À l’été 412 av. J.-C., il combat la révolte du satrape Amorgès (en) de Carie avec la flotte du Péloponnèse du navarque de Sparte Théramène : chute d'Iasos. Écarté en 411 de l'assemblée syracusaine alors qu'il dirige le parti oligarchique et les forces syracusaines, il est contraint à l'exil, d’abord à Sparte puis auprès de Pharnabaze en Asie mineure lors de la nomination de Dioclès. Il tente de restaurer son image de vainqueur en réalisant des exploits remarquables contre les villes carthaginoises de Sicile. Avec l'aide de Denys, il part de Messine et tente d'entrer à Syracuse. En 408 av. J.-C., il participe à la reconstruction de Sélinonte et meurt l'année suivante, assassiné par la garde de Dioclès.
Sa fille Callirhoè épousa Denys l'Ancien, qui se fit donner le commandement en chef et instaura une tyrannie militaire (406 av. J.-C.).